# 大济镇
大济镇是中国福建省莆田市仙游县下辖的一个镇。

## 行政区划
大济镇下辖以下地区：
大济村、垅溪村、山岑村、蒲山村、蒲峰村、坑北村、汾阳村、尾坂村、乌石村、钟峰村、龙坂村、文殊村、溪口村、古濑村、北山村、溪车村、洋坑村、阮里村、东井村、后林村、三会村、西南村和虎垅村。